# Shawn Murphy (sonoplasta)
Shawn Murphy (Los Angeles, 18 de maio de 1948) é um sonoplasta estadunidense. Venceu o Oscar de melhor mixagem de som na edição de 1994 por Jurassic Park, ao lado de Gary Summers, Gary Rydstrom e Ron Judkins.